# Tried in the Fire
Tried in the Fire è un cortometraggio muto del 1913 diretto da Warwick Buckland.

## Trama
Un chierico salva una ricca ragazza viziata dai suoi rapitori.

## Produzione
Il film fu prodotto dalla Hepworth.

## Distribuzione
Distribuito dalla Hepworth, il film - un cortometraggio di 370 metri - uscì nelle sale cinematografiche britanniche nel marzo 1913.
Si conoscono pochi dati del film che, prodotto dalla Hepworth, fu distrutto nel 1924 dallo stesso produttore, Cecil M. Hepworth. Fallito, in gravissime difficoltà finanziarie, il produttore pensò in questo modo di poter almeno recuperare il nitrato d'argento della pellicola.